# Shamrock (symbool)
De shamrock  is een Iers nationaal symbool. De shamrock is een jonge, nog witte, klaverplant met drie blaadjes. 
Het woord shamrock is de Engelse spelling van het Ierse woord seamróg, een verkorting van seamair óg, dat jonge klaver betekent.
De shamrock werd volgens legendes gebruikt door Sint-Patrick, de beschermheilige van Ierland en de persoon die het christendom naar Ierland bracht, om de goddelijke Drie-eenheid uit te leggen. Later werd de shamrock een officieus symbool van Ierland. (Het officiële symbool is  de harp). 
Tevens is Shamrock de call sign van de Ierse nationale luchtvaartmaatschappij Aer Lingus, die het klaverblad als logo voert.
Het klaverblad werd in de oudheid gebruikt om de vermeende medische eigenschappen.